# Manapouri
Manapouri is een dorp in de Nieuw-Zeelandse regio Southland, in de zuidwestelijke hoek van het Zuidereiland. Het ligt aan de rand van het Nationaal park Fiordland in het gelijknamige gebied, op de oostelijke oever van het Manapourimeer en ten noorden van de rivier de Waiau die hier uit het meer ontspringt. Het aantal inwoners bedraagt ongeveer 300. Het grotere Te Anau ligt 22 kilometer naar het noorden.
Vanop de pier (Pearl Harbour) vertrekken dagelijks georganiseerde cruises naar het Manapourimeer, de Manapouriwaterkrachtcentrale en Doubtful Sound. Men kan er ook kajakken, wandelen en vissen. Gedurende het hoogseizoen (oktober tot mei) is het een populaire vakantiebestemming. In het dorp zijn een aantal eethuizen, slaapgelegenheden, een tankstation, een garage en een winkeltje gevestigd.

## Fotogalerij

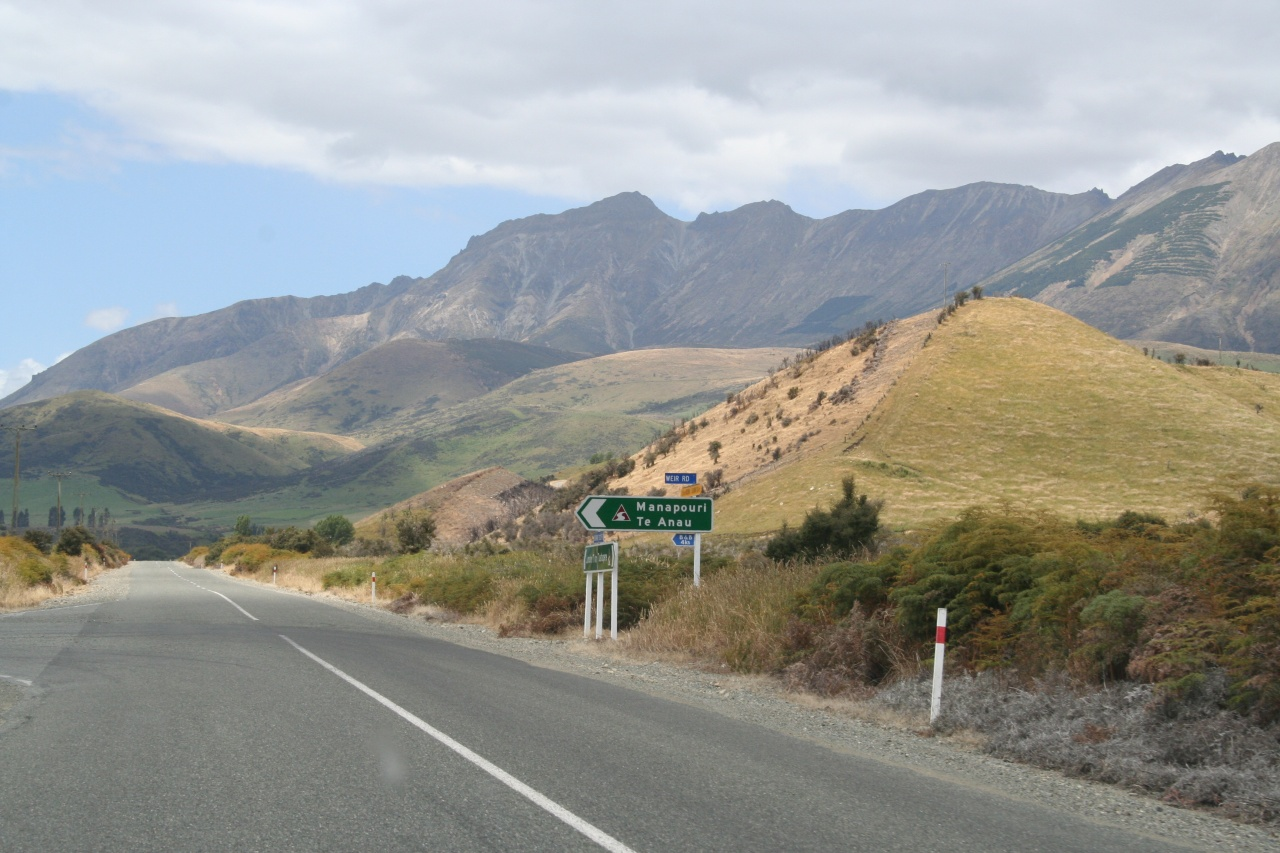
Weg naar Manapouri
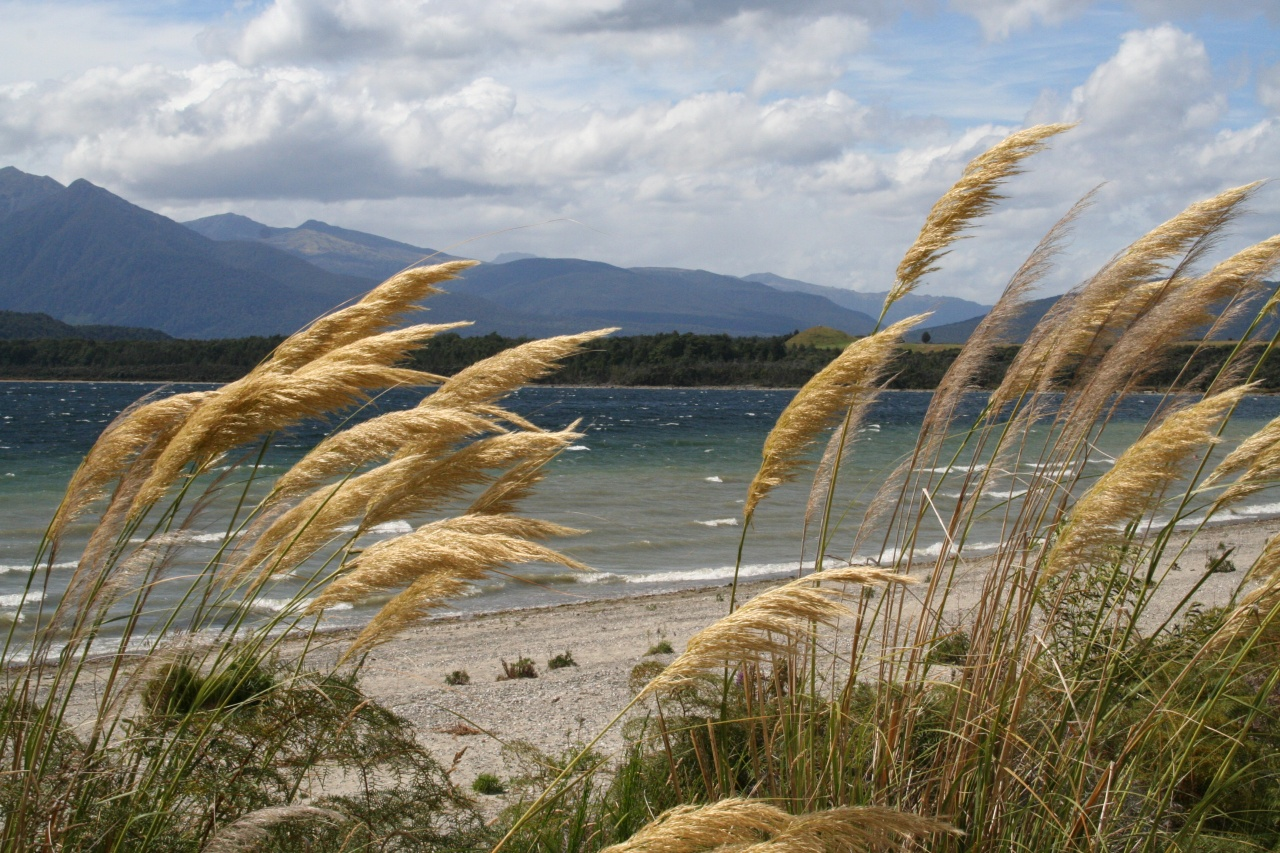
Het Manapourimeer - oostkust
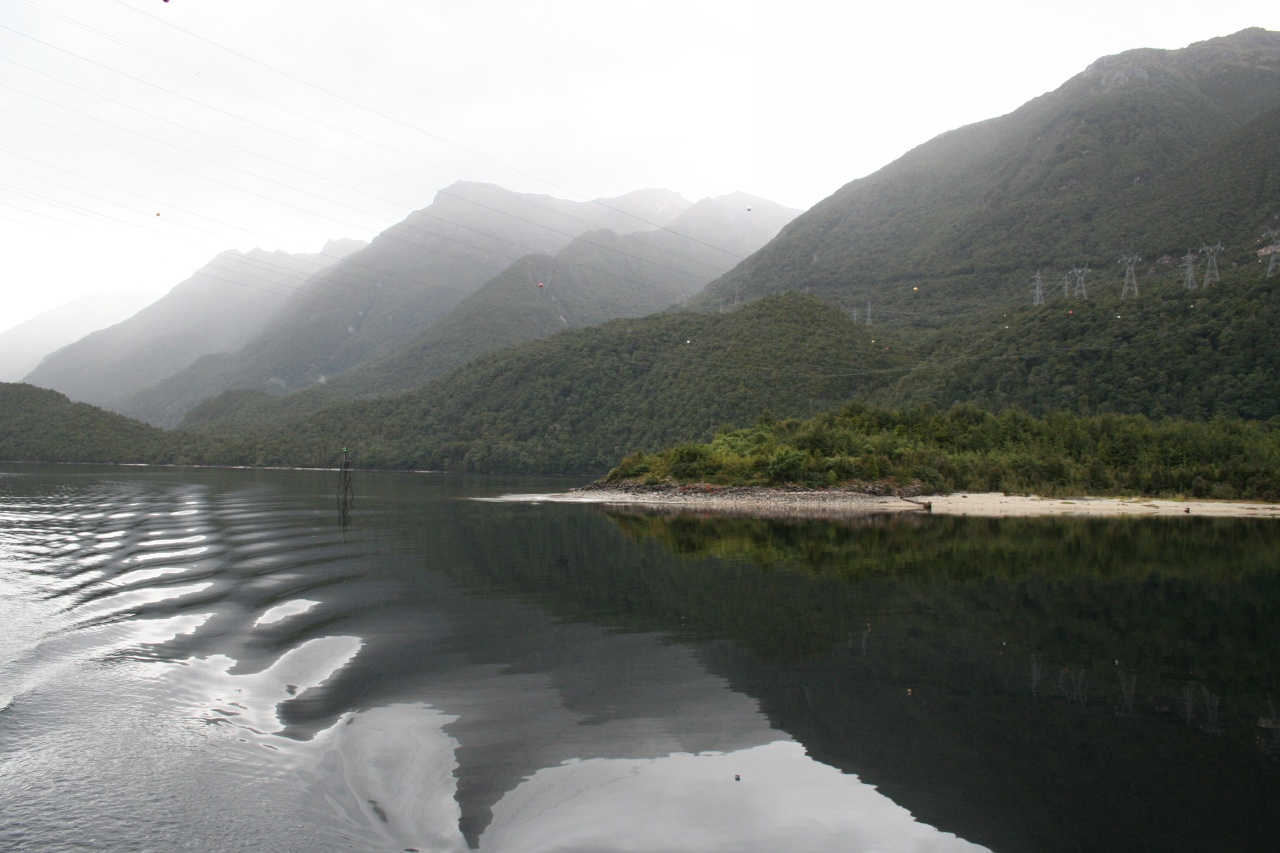
Het Manapourimeer - Westelijke arm